# Biburg (Niederbayern)
Biburg er en kommune i Landkreis Kelheim i Regierungsbezirk Niederbayern i den tyske delstat Bayern. Den er en del af Verwaltungsgemeinschaft Siegenburg.

## Geografi
Biburg ligger i Planungsregion Regensburg.
I kommunen er der ud over Biburg, landsbyerne Altdürnbuch, Dürnhart, Perka, Rappersdorf og Etzenbach.